# Futbol'nyj Klub Nyva Ternopil'
Il Futbol'nyj Klub Nyva Ternopil' (in ucraino Футбольний клуб «Нива» Тернопіль?, traslitterazione anglosassone FK Nyva Ternopil), è una società calcistica ucraina con sede nella città di Ternopil'. Milita nella Perša Liha, la seconda serie del campionato ucraino.
Fondato nel 1978, disputa le partite interne nello Stadio Roman Šuchevyč, impianto da 15.150 posti.
Ha militato per dieci stagioni nella massima serie ucraina.

## Cronistoria del nome
- 1978–1982: FC Nyva Pidhaitsi
- 1982–1985: FC Nyva Berezhany
- 1985–2016: FC Nyva Ternopil
- 2016–2020: PFC Nyva Ternopil
- 2020–present: FC Nyva Ternopil

## Organico

### Rosa 2020-2021
| N. |                    | Ruolo | Calciatore           |
| -- | ------------------ | ----- | -------------------- |
| 1  | Ucraina (bandiera) | P     | Maksym Mekhaniv      |
| 2  | Ucraina (bandiera) | A     | Andriy Skakun        |
| 3  | Ucraina (bandiera) | D     | Vadym Khokhlov       |
| 4  | Ucraina (bandiera) | D     | Andriy Zin           |
| 5  | Ucraina (bandiera) | D     | Oleh Khrustavka      |
| 6  | Ucraina (bandiera) | C     | Ihor Kokhman         |
| 8  | Ucraina (bandiera) | D     | Vladysalv Dvorovenko |
| 11 | Ucraina (bandiera) | C     | Ihor Hatala          |
| 12 | Ucraina (bandiera) | P     | Danylo Yermolov      |
| 13 | Ucraina (bandiera) | A     | Serhiy Kyslenko      |
| 14 | Ucraina (bandiera) | A     | Andriy Riznyk        |
| 15 | Ucraina (bandiera) | D     | Taras Moroz          |

| N. |                    | Ruolo | Calciatore          |
| -- | ------------------ | ----- | ------------------- |
| 16 | Ucraina (bandiera) | D     | Rudolf Sukhomlynov  |
| 17 | Ucraina (bandiera) | C     | Roman Volokhatiy    |
| 18 | Ucraina (bandiera) | C     | Oleksiy Zinkevych   |
| 19 | Ucraina (bandiera) | C     | Maksym Protsiv      |
| 20 | Ucraina (bandiera) | C     | Mahomed Memeshev    |
| 21 | Ucraina (bandiera) | D     | Semen Vovchenko     |
| 22 | Ucraina (bandiera) | A     | Myron Bidniy        |
| 23 | Ucraina (bandiera) | C     | Oleksandr Demchenko |
| 33 | Ucraina (bandiera) | C     | Maksym Demchuk      |
| 71 | Ucraina (bandiera) | P     | Vitaliy Zhupanskyi  |
| 99 | Ucraina (bandiera) | C     | Andriy Malashchuk   |
|    | Ucraina (bandiera) | C     | Ihor Semenyna       |

## Palmarès

### Competizioni nazionali
- Campionato ucraino di terza divisione: 2

2008-2009, 2019-2020